# トラブル・バスター (1988年の映画)
『トラブル・バスター』（Strul）は、1988年のスウェーデンのアクションコメディ映画。スウェーデンの歌手のビョルン・スキッフが脚本と主演を務めた。監督のジョナス・フリックにとって、本作は監督した唯一の長編映画となった。
日本では1990年に「なべちゃんのスカッとアクション一気飲見シリーズ」第3弾としてビデオが発売された。
2024年、同じスウェーデンでNetflix版としてリメイクされた。

## あらすじ
熱心な化学教師のコニー・ルンキストが暮らす街では、アンフェタミン中毒者による犯罪が多発していた。自宅アパートで日課の化学実験記録を取ったコニーが学校に向かった直後、何者かが彼の部屋に侵入しアンフェタミンを隠す。テスト返却後にコニーが生徒たちの前で火薬を使った出し物を披露していたとき、理科室に訪ねてきた校長から学校理事会のハレス・パムペンを紹介され、彼は生徒たちに校内の備品の取り扱いについて注意喚起する。その夜帰宅したコニーはドアが開いていることに気づき、不審に思いながら部屋に入ると突入してきた警官らに取り押さえられ、部屋に置かれた身に覚えのないアンフェタミンが見つかったために逮捕される。裁判で麻薬法違反により有罪判決を受け収監されたコニーは、労働の場となる刑務所のランドリールームで受刑者のグレッグス、イェルム、ペゲ、ノリンジャーの4人と顔を合わせる。彼らによるあからさまな嫌がらせを受けるなか、コニーは毎日真面目に洗濯をこなしながら弁護士に再審請求を頼む。
収監されてから数日後のある日、コニーが1人で洗濯物を干そうとしたとき壁の鉄板にぶつかってそれが外れ、彼はそこに隠されていた抜け穴らしき通路を発見する。コニーが探索すると通路は廃工場に繋がっており、そこから街に出られることを知る。看守に気づかれる前にランドリールームへと戻ったコニーは、再審請求が却下されたことを伝えられる。そのことを弁護士に抗議するが、弁護士から諦めて罪を認めるよう言われ意気消沈する。その後いつも通りの労働をしていたコニーは、彼のことが気に食わないノリンジャーたちから妨害を受け、手に持っていたホースを落としてスチームがノリンジャーに当たってしまう。激昂したノリンジャーと仲間たちがコニーを殺そうとするが、コニーは彼らに通路のことを話して殺されずに済む。その代わりにコニーは彼らが考えた計画に強制参加させられ、ゲイのペゲと一緒に街へ出かけて計画に必要な資材調達のため店から商品を盗み出していく。途中ペゲから計画の詳細を聞いたコニーは、目的が現金輸送車を襲って造幣局の焼却処分予定の古い紙幣を奪還することだと知る。
監獄の扉が解錠される自由時間にグレッグス、イェルム、ペゲ、ノリンジャーによる計画準備に付き合わされているコニーは、現金輸送車が通る時間の計測を命令される。待機位置で現金輸送車を待っていたコニーだが、パーキングブレーキを掛け忘れたトラックが坂の下で車から荷物を降ろしている女性に向けて進んでいくのが目に入り、焦った彼は彼女に体当たりして歩道へと移動させ助ける。時間計測どころではなくなった彼は警察に目撃者として事情を話すことを避けるため、追いかけてくる一般人から逃げ回る。まくことに成功したコニーは、直後鉄骨に頭を強打して気を失う。研究所に運ばれ目を覚ました彼は、医師のソーマルクに刑務所に出ていることがばれないよう記憶障害を装って研究所を抜け出し、なんとか施錠前に監獄へと戻る。計画実行当日、計画を阻止するためコニーは妨害工作を行う。結果計画は失敗に終わり、コニーが刑務所に戻ろうとしたとき車にはねられる。その運転手は自分が助けた女性で、スーザン・ヨハンソンという名前の刑事だった。手当を受けるため一緒に彼女の家へ来たコニーは、自分の正体を隠すため都市のヨノケルから思いついたルッツゲル・ヨノケルという偽名を名乗り、コンピュータ関係の仕事をしていると話す。スーザンから絵のモデルを頼まれたコニーは、暇を見つけて来ることを約束して別れる。
絵のモデルを引き受けるうちにコニーは彼女に惹かれていき、2人は相思相愛になる。コニーはその後も4人が次々と立てていく計画をばれないよう妨害し失敗させていたが、そんなとき自分をはめて刑務所に放り込んだと思われる人物の情報を偶然手に入れる。そしてそれが組織的に行われたものだと知ったコニーは強盗計画に協力する振りをしながら、身の潔白を証明する確実な証拠を掴んで関係者を暴き出そうと活動する。

## キャスト
※括弧内はVHS版日本語吹替
- コニー・ルンキスト / ルッツゲル・ヨノケル - ビョルン・スキッフ（スウェーデン語版）（江原正士）
- スーザン・ヨハンソン - グネール・フレッド（スウェーデン語版）（土井美加）
- グレッグス - マグナス・ニルソン（スウェーデン語版）（小関一）
- イェルム - ジーノ・サミル（スウェーデン語版）（大塚明夫）
- ペゲ - ヨハン・ウルヴェソン（スウェーデン語版）（中田和宏）
- ノリンジャー - ミカエル・ドルーカー（秋元羊介）
- アルフ・ブリンケ - ステファン・サウク（スウェーデン語版）（辻親八）
- ソーマルク医師 - キャレ・シグルソン（スウェーデン語版）（広瀬正志）
- グレン - ハンス・ローセンフェルト（スウェーデン語版）
- ハレス・パムペン - ペテル・ペルメール（加藤正之）
- コニーの弁護士 - アラン・スヴェンソン（スウェーデン語版）
- 看守 - トールステン・フリック（スウェーデン語版）

## スタッフ
- 監督：ジョナス・フリック（スウェーデン語版）
- 脚本：ベングト・ペルメール（スウェーデン語版）、ビョルン・スキッフ（スウェーデン語版）
- 製作：ヴァルデマール・ベリエンダール（スウェーデン語版）、ヤン・マーネル
- 撮影監督：ステファン・カロンガー
- プロダクションデザイナー：ベングト・フレーデルベリ
- 編集：レオン・フラムホーク、クリスチャン・ペルソン、ヤン・ペルソン
- 衣裳デザイン：インガー・ペルソン
- 音楽：ベングト・ペルメール